# Поджо-Катино
Поджо-Катино (итал. Poggio Catino) — коммуна в Италии, располагается в регионе Лацио, в провинции Риети.
Население составляет 1343 человека (2008 г.), плотность населения составляет 90 чел./км². Занимает площадь 15 км². Почтовый индекс — 2040. Телефонный код — 0765.
Покровителем коммуны почитается святой Сильвестр I, папа Римский, празднование 31 декабря.

## Демография
Динамика населения:

## Администрация коммуны
- Официальный сайт: www.poggiocatino.net